# Bjørkåsen
Bjørkåsen är en ort i Narviks kommun i Nordland fylke i norra Norge. Orten ligger vid sidan av Europaväg 6, sydväst om tätorten Ballangen. Här finns Bjørkåsens svavelkisgruvor.
Tidigare har orten tillhört dåvarande Ballangens kommun.